# 小行星6099
小行星6099（英語：6099 Saarland）是一颗围绕太阳公转的小行星。1991年10月30日，佛蒙特·伯根在陶腾堡发现了此天体。
这颗小行星的绝对星等为102.4326234449634等。